# Pavel Javor
Pavel Javor, vlastním jménem Jiří Škvor (24. června 1916 Martinice – 22. ledna 1981 Montréal) byl český básník a poúnorový exulant.

## Život
Vyrostl v agrárnické rodině, jeho otec Jan Škvor byl poslancem za agrární stranu a i on sám se od útlého mládí angažoval v různých dorosteneckých a mládežnických organizacích agrární strany. Po maturitě na reálném gymnáziu v Benešově (1935) studoval na Právnické fakultě Univerzity Karlovy, avšak v dokončení studia mu zabránilo nacistické uzavření vysokých škol v roce 1939. Tehdy se již zabýval literaturou, vydal první sbírku Zlatokop a hlásil se k literární skupině Aktivisté. V roce 1943 byl zatčen a poslán do německého pracovního tábora, kde byl až do konce války. Po osvobození v roce 1945 dokončil studia práv. Agrární strana již nebyla obnovena, stal se tudíž členem národně socialistické strany a také redaktorem Svobodného slova (stranického deníku národních socialistů). V únoru 1948 na něj byl vydán zatykač, podařilo se mu však uprchnout do západního Německa. Žil ve Stuttgartu a Würzburgu, kde se živil jako dělník. Později se zapojil i do činnosti Mezinárodní organizace pro uprchlíky. V roce 1950 odešel do Kanady, kde byl nejprve kovbojem na ranči na úpatí Skalistých hor. Poté odešel do Montréalu, kde se znovu začal živit jako dělník. V roce 1951 se stal redaktorem Radio Canada International, což byla mezinárodní rozhlasová stanice veřejnoprávní společnosti Canadian Broadcasting Corporation. V té době začal psát znovu poezii, jejímž tématem byl zejména exil. Typické jsou v ní pocity vykořeněnosti, stesku a naděje na návrat do vlasti (zejm. Daleký hlas). Zapojil se také do činnosti krajanských spolků. V roce 1955 začal pracovat na Faculté des lettres Montrealské univerzity, kde roce 1958 zde začal učit češtinu a českou literaturu. V roce 1956 podepsal spolupráci s Československou komunistickou rozvědkou, které podával informace z emigrace až do roku 1961 pod krycím jménem Orel. Na spolupráci přistoupil výměnou za umožnění výjezdu manželky Anny z ČSSR. V roce 1960 získal doktorát (Ph.D.), jeho doktorská práce se věnovala reflexi první světové války v české literatuře. V roce 1962 byl jmenován profesorem. Byl také členem Kanadské slavistické asociace, PEN-klubu nebo Společnosti pro vědy a umění v New Yorku. Ta vydávala exilový časopis Proměny, který on v letech 1971–1979 vedl. Založil v Montréalu rovněž Slovanské nakladatelství, kde pak vedl knižnici Dobrá kniha. V letech 1976–1977 redigoval básnickou edici Bílá růže v curyšském exilovém nakladatelství Konfrontace. V 70. letech se do jeho veršů stále více drala politika, například kritika západu za jeho smířlivost vůči komunistickému bloku (zejm. Krůpěje). V závěru života psal i prózu, vrcholným dílem je autobiografický román Kus života těžkého z roku 1967. V dalších prózách však, na rozdíl od veršů, se již povětšinou přichyloval k francouzštině.

### Básně
- Zlatokop (1938)
- Vítr v krovech (1941)
- Mladý čas (1941)
- Modré studánky (1944)
- Kalendář (1946)
- Polnice (1946)
- Pozdrav domů (1951)
- Chudá sklizeň (1953)
- Daleký hlas (1953)
- Nad plamenem píseň (1955)
- Nápěvy (1958)
- Hořké verše (1958)
- Nedosněno, nedomilováno... (1964)
- Chléb podaný hostu (1975)
- Jediný domov (1977)
- Krůpěje (1977)
- Nápěvy (1978)
- Torzo lásky (1981)

### Prózy
- Tak na ně vzpomínáme (1957)
- Kus života těžkého (1967)
- Sa raison de vivre (1979)
- Pat et son maître (1979)
- Sir Clarence alias Pajda pes (1982)